# Ouandja (Vakaga)
Ouandja est une commune rurale de la préfecture de la Vakaga, en République centrafricaine. Elle s’étend au sud de la localité de Birao, chef-lieu de la préfecture. Elle doit son nom au cours d’eau : la Ouandja, affluent de la Vakaga.

## Géographie
Située au centre de la préfecture de Vakaga, la commune est frontalière du Tchad à l'ouest et du Soudan à l'est.
|       | Ridina  |        |
| Tchad | Ouandja | Soudan |
|       | Vokouma |        |

## Villages
La commune compte 60 villages en zone rurale recensés en 2003 : Adjimnat, Aifa 1, Aifa 2, Amardjedide, Amdaga 3, Amdaga 4, Amdaga, 5, Ardeba, Bachama 1, Bachama 2, Boromata 1, Boromata 2, Boromata 3, Chevoua, Dahalmouraye, Deptere, Djamena, Dongore 1, Dongore 2, Douzi, Gordil (1, 2, 3 et 4), Kabala, Keche, Kesseba, Ketebe, Kombal, Kyobe, Madawa, Maka, Mangadjara, Manou, Manovo, Mele, Minh, Miskine, Mossabio 1, Mossabio 2, Mossabio 3, Ndi Fa 2, Ndifa 1, Ndomboloye, Nguede, Oulou, Sadjar 1, Sadjar 2, Safra 1, Safra 2, Samassim, Seregobo, Sikikede 1, Sikikede 2, Sikikede 3, Tahala, Tarnam, Tiringoulou (1, 2 et 3), Vodomassa (1 et 2), Zenzir 1, Zenzir 2, Zenzir 3, Zenzir 4.

## Éducation
La commune compte 19 écoles en 2013 : Tahala, Kombal, Mandao Mixte, Oulou, Ouandjia, Kombal, Boromata, Boromata 1, Delembé, Sergobo, Vodomassa, Zenzir, Sikikede Centre, Sikikede Aboura, Sikikédé Pilote Mixte, Mélé, Gordil, Ndiffa et Tiringoulou.